# Amparafaravola
Amparafaravola – miasto na Madagaskarze (dawna prowincja Toamasina); 54 900 mieszkańców (2006). Przemysł spożywczy, ośrodek handlowy.